# Échelle synoptique
Pour l’article homonyme, voir synoptique.

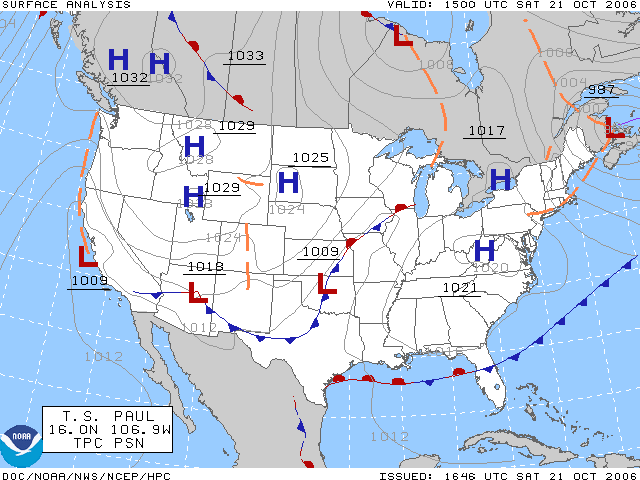
Carte météorologique à l'échelle synoptique montrant les systèmes météorologiques en Amérique du Nord.

L’échelle synoptique est la dimension des phénomènes météorologiques ou océanographiques qui s'étendent sur une vaste portion de la surface de la planète terre. On dit d'un tel phénomène qu'il est synoptique pour indiquer ainsi sa grande dimension, par convention au-delà de 1 000 km. La large proportion des zones de haute et basse pression atmosphérique sont à cette échelle, ainsi que leurs zones frontales. Le terme est tiré du grec synoptikos, ici au sens de vision globale.

## Définition
En météorologie, les phénomènes de l'échelle synoptique se caractérisent par une longueur de plusieurs centaines à plusieurs milliers de kilomètres et une durée de plusieurs jours ; ils comprennent les dépressions, les anticyclones et les creux barométriques,. En océanographie, les grands courants océaniques en sont des exemples typiques qui vont s'étendre sur des milliers de kilomètres.

## Modélisation
Les équations de Navier-Stokes peuvent être simplifiées à cette échelle en supprimant certains termes, dont les valeurs sont très inférieures aux autres.  On obtient ainsi les équations primitives des fluides atmosphériques et marins. Par exemple, à l'échelle synoptique, la balance des forces sur une parcelle d'air montre que les termes de la force de Coriolis et du gradient de pression sont d'ordre très supérieurs à ceux de la force centripète. On peut donc n'utiliser seulement que les deux premiers dans l'équation du mouvement horizontal, ce qui donne l'approximation géostrophique. De la même manière, le mouvement dans la verticale est approximé par l'équation hydrostatique.